# Carol Gilligan
Carol Gilligan (New York, 28 novembre 1936) è una psicologa statunitense.

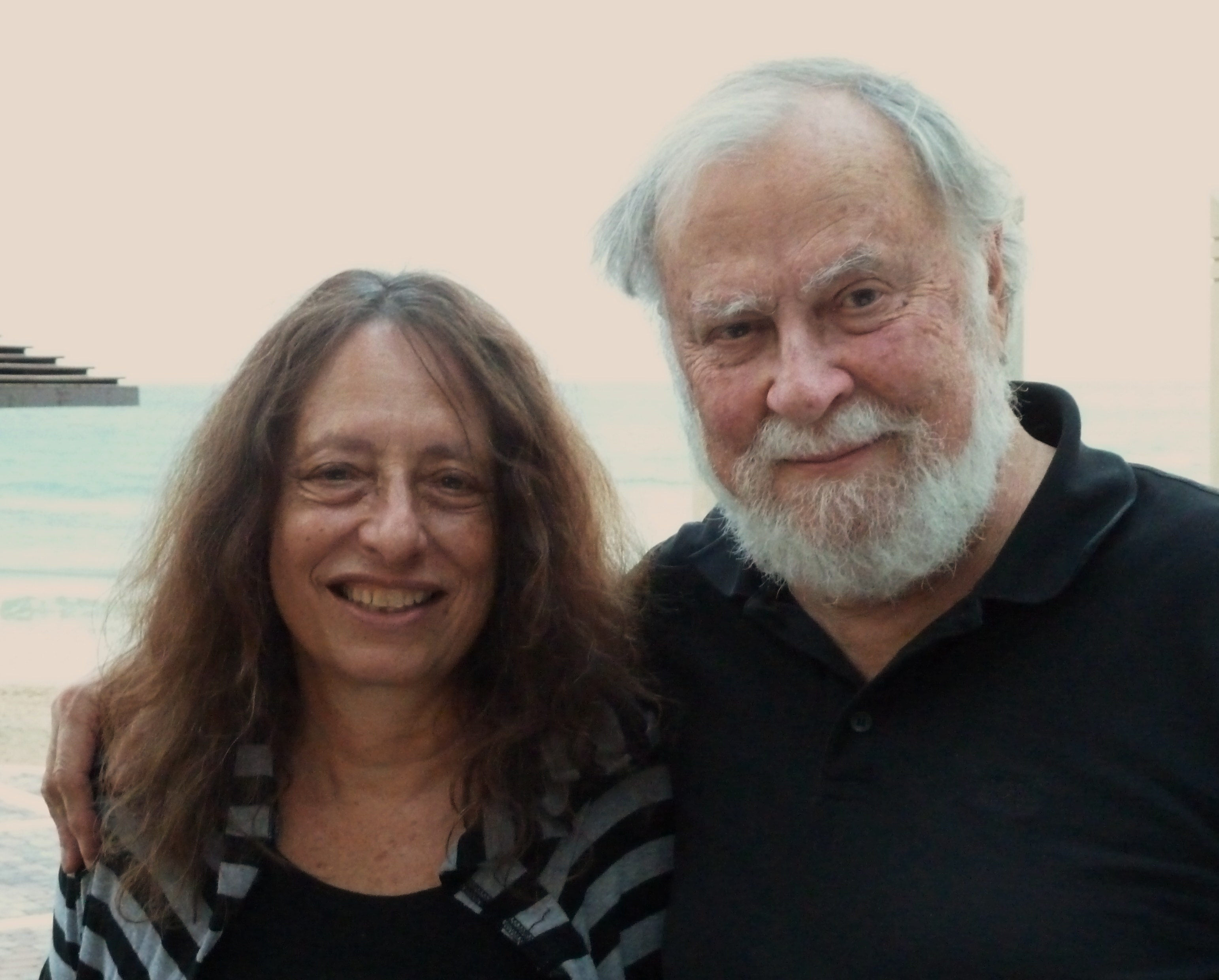
Carol e James Gilligan

Femminista, studiosa di etica, ha approfondito problemi di etica legati al genere. È professoressa di Psicologia evoluzionista alla Graduate School of Education dell'Università Harvard.

## Biografia
Carol Gilligan ha conseguito un B.A. in Letteratura inglese allo Swarthmore College, un master degree in psicologia clinica al Radcliffe College e un Ph.D. in psicologia sociale alla Harvard University; alla Graduate School of Education dell'Università Harvard è oggi docente di Psicologia evoluzionista.
Il suo libro più noto, In A Different Voice (del 1982) è descritto dalla Harvard University Press come “il piccolo libro che ha dato inizio a una rivoluzione”.  Dopo In A Different Voice, la Gilligan ha continuato il suo studio sulla psicologia femminile e sull'evoluzione delle bambine. Ha collaborato - o ne ha curato la stesura - a cinque libri realizzati con i suoi studenti: Mapping the Moral Domain (1988), Making Connections (1990), Women, Girls, and Psychotherapy: Reframing resistance (1991), Meeting at the Crossroads: Women's Psychology and Girls' Development (1992) – libro dell'anno per il New York Times – e Between Voice and Silence: Women and Girls, Race and Relationships (1995).
Ha ricevuto un Senior research scholarship award dalla Spencer Foundation, un Grawemeyer Award per i suoi contributi alle scienze dell'educazione, un Heinz Award per aver contribuito alla comprensione della condizione umana. 
È stata citata da Time Magazine come uno dei 25 americani più influenti.
Dopo la sua ricerca sull'evoluzione delle bambine, ha condotto uno studio su bambini maschi e sulle loro relazione con i genitori.
Membro della facoltà della Harvard per trent'anni, divenne nel 1997 la prima insegnante di Studi di genere.
Nel 1992, divenne 'Pitt Professor' di Storia e istituzioni americane all'Università di Cambridge; nel 2002, docente all'università di New York. Attualmente è 'visiting professor' dell'Università di Cambridge, affiliata al Centro per gli Studi di Genere e col Jesus College di Cambridge.

## Con voce di donna ('In a Different Voice')
La sua notorietà è dovuta principalmente al libro In a Different Voice: Psychological Theory and Women's Development (1982), da più parti riconosciuto come una pietra miliare del pensiero della differenza, in cui critica la ricerca di Lawrence Kohlberg - di cui era stata allieva e collaboratrice - sullo sviluppo morale dei bambini: quello studio concludeva che le femmine raggiungevano un livello di sviluppo morale mediamente più basso dei maschi. 
Il metodo di Kohlberg consisteva nell'intervistare 72 bambini sul modo in cui avrebbero risolto una controversia morale. Questa è la storia che presentava loro:
Heinz ruba la medicina

"In Europa una donna era vicina alla morte per una rara forma di cancro. C'era una medicina che i dottori ritenevano potesse curarla: era una forma di radio che il farmacista aveva recentemente scoperto. La medicina era costosa da preparare ed inoltre il farmacista caricava 10 volte il costo di preparazione. Egli pagava 200$ per il radio e chiedeva 2000$ per una piccola dose di medicina. Il marito della donna malata, Heinz, andò in giro a chiedere in prestito denaro, ma raccolse soltanto 1000$, metà del costo. Recatosi dal farmacista gli disse che sua moglie stava morendo e gli chiese di pagare meno la medicina o di dare la differenza successivamente. Ma il farmacista disse: "No, io ho scoperto la medicina e ho intenzione di guadagnarci.". Così Heinz si disperò e rubò la medicina. Avrebbe dovuto farlo?"
La Gilligan sostenne che i risultati di Kohlberg erano distorti perché i partecipanti alla ricerca erano prevalentemente maschi, e il metodo di valutazione dei punteggi riportati, utilizzato di conseguenza, tendeva a privilegiare un modo di pensare più comune tra i ragazzi, a scapito di un'argomentazione morale concentrata sulla relazione, più riconducibile alla sensibilità delle ragazze: quanto affermiamo comunemente sulla moralità del bambino o dell'adolescente pretende di avere valore universale e invece - questa la posizione della Gilligan - riguarda esclusivamente l'esperienza maschile: è in riferimento alla differenza dallo standard maschile, che il pensiero morale femminile è considerato meno evoluto.
In conseguenza di tali critiche, Kohlberg riconobbe delle ragioni per una revisione dei metodi di calcolo dei punteggi, dopo la quale i punteggi di maschi e femmine furono misurati di nuovo.
Il lavoro della Gilligan, che nasce da storie di donne alle prese con un dilemma etico, costituì la base per quella che è conosciuta come l'etica della cura, una teoria dell'etica che si contrappone alla cosiddetta "etica della giustizia".
È stato osservato che il titolo con cui il libro uscì in Italia ("Con voce di donna") non rendesse il pensiero dell'autrice: la "voce differente" di cui parla non è tanto quella della donna; è quella che privilegia, ad esempio, la relazione rispetto alla competitività; e sebbene nella civiltà occidentale essa sia appannaggio delle donne più che degli uomini, la liberazione di entrambi i generi dalla rigidità dei ruoli tradizionali della società patriarcale (ruolo oblativo di cura per la donna; ripiegamento individualista su sé stesso per l'uomo) passa attraverso la valorizzazione, da parte degli uomini come delle donne, di quella "voce": che rappresenta, in definitiva, un modo diverso di parlare della condizione umana, capace di decostruire i dualismi socialmente costruiti e mantenuti.

## Critiche
Alla critica di chi, come Christina Hoff Sommers nel libro The War Against Boys, sostiene che gli studi della Gilligan non seguano protocolli standard di ricerca, e pertanto siano statisticamente inattendibili, è stato risposto che quella di usare piccoli campioni, e di non essere replicabili, è una critica che sovente viene rivolta alle ricerche qualitative e basate su interviste. La stessa obiezione - dicono i difensori della Gilligan e dei metodi qualitativi - fu rivolta a Sigmund Freud.

### Opere di Carol Gilligan
- Con voce di donna. Etica e formazione della personalità, Feltrinelli, 1987, 2ª ed. 1991
- (con Lyn M. Brown), L'incontro e la svolta. La psicologia femminile e lo sviluppo delle adolescenti, Feltrinelli, 1995
- La nascita del piacere, Einaudi, 2003
- La virtù della resistenza. Resistere, prendersi cura, non cedere, Moretti & Vitali, 2014

### Opere su Carol Gilligan
- Sommers, C. H., The war against boys: How misguided feminism Is harming our young men, New York: Simon and Schuster, 2001
- Bianca Beccalli e Chiara Martucci, Con voci diverse. Un confronto sul pensiero di Carol Gilligan. La Tartaruga, 2005
- Hekman, S., Moral Voices, Moral Selves: Carol Gilligan and Feminist Moral Theory, Oxford: Polity Press, 1995.